# Schweizer

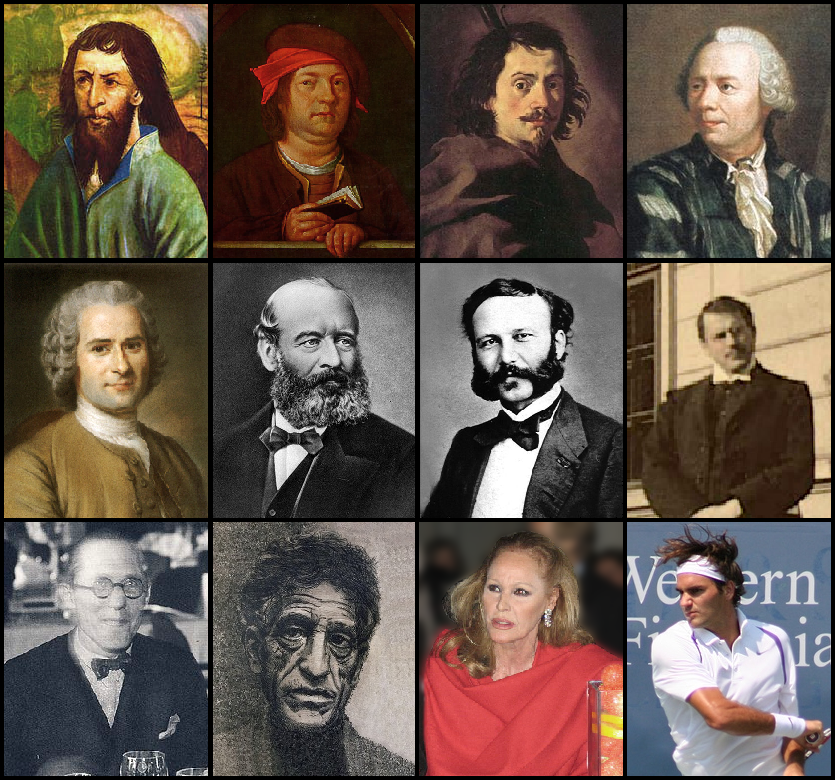
Schweizer Berühmtheiten:
Niklaus von Flüe • Paracelsus • Francesco Borromini • Leonhard Euler;
Jean-Jacques Rousseau • Alfred Escher • Henry Dunant • Carl Gustav Jung;
Le Corbusier • Alberto Giacometti • Ursula Andress • Roger Federer

Schweizer ist die Bezeichnung für die Staatsbürger des mitteleuropäischen Binnenstaates Schweiz. Ein Schweizer besitzt das Bürgerrecht zumindest einer Gemeinde, seines Heimatorts. Ende Dezember 2018 hatten etwa 7,16 Millionen Menschen die Schweizer Staatsangehörigkeit; davon hatten 6'396'252 Wohnsitz in der Schweiz, 760'233 (knapp 11 Prozent) waren Auslandschweizer.

## Schweizer Willensnation
Das Staatsgebiet der Schweiz umfasst  deutsche, französische, italienische und rätoromanische Kultur- und Sprachgebiete, die grenzüberschreitend mit den Nachbarstaaten bestehen, sowie Kantone mit überwiegend katholischer und protestantischer Religionszugehörigkeit. Die einheimischen Volksgruppen der Schweiz versuchen einerseits, ihre jeweilige Identität beizubehalten, haben aber andererseits im Laufe der Zeit ein gemeinsames volksgruppenübergreifendes Zusammengehörigkeitsgefühl und einen festen Willen zum Erhalt des gemeinsamen Staates entwickelt. Separatistische Bestrebungen gibt es keine, so dass die Menschen ihre Staatsgemeinschaft auch als Willensnation bezeichnen. Dennoch können die kulturellen Unterschiede, auch innerhalb einer Sprachregion, relativ gross sein. Daher identifizieren sich viele Schweizer stärker mit ihrem jeweiligen Herkunftskanton. Speziell zu beachten sind die eingebürgerten Immigranten und deren Nachfahren, die sich bei der Kommunikation entweder der Umgangssprache ihrer jeweiligen Wohnregion bedienen oder aber untereinander ihrer jeweiligen Herkunftssprache. Dazu kommen kleinere Minderheiten wie etwa die Jenischen.

### Deutschsprachige Schweizer
Von den deutschsprachigen Schweizern wird zumeist das Schweizerdeutsch, eine Sammelbezeichnung für die in der Deutschschweiz gesprochenen alemannischen Dialekte und ein wesentlicher Teil des Schweizer Gemeinschafts- und Heimatgefühls, als Alltagsprache gesprochen. Schweizer Hochdeutsch wird im Alltag kaum gesprochen, zumeist eher zur Verständigung mit oder unter Personen, die des Schweizerdeutschen nicht mächtig sind, so z. B. mit Bewohnern der Romandie, der italienischen Schweiz bzw. mit Auswärtigen oder zugezogenen Personen.
Um 1500 waren die Schweizer, sowohl in der Eigenwahrnehmung als auch in der Fremdwahrnehmung, Glieder des Heiligen Römischen Reichs und,  im zeitgenössischen Sinn, Deutsche. So definierte der Berner Chronist Diebold Schilling die Schweizer mit der Wendung «gemeinen Eidgnossen und aller Tütschen nacion» (Eidgenossen und alle deutscher Sprache) als Teil eines grösseren Verbands. Wobei der Begriff «Nation» in seinem mittelalterlichen Kontext vor allem als Sprachgemeinschaft statt Volksgemeinschaft übersetzt werden muss. Das Ethnonym «Schweizer» oder «Helvetius» war anfangs noch keine Volksbezeichnung, sondern ein «gemeiner Kriegsname» auf prinzipiell derselben Ebene wie «Landsknecht».
Die Ablösung der Schweizer vom Reich und Reichsgedanken oder – und damit nicht deckungsgleich – das wandelnde Verhältnis der Schweizer zur deutschen Nation lassen sich schwer auf epochale Daten reduzieren. Stattdessen geht es um einen jahrhundertelangen Prozess, in dem vier Phasen zu unterscheiden sind: die Ausbildung einer natio helvetica im Rahmen des Reichsverbands bis etwa 1550; eine rechtliche Ambivalenz im Verhältnis der Eidgenossenschaft zum Heiligen Römischen Reich von circa 1550 bis circa 1650; die formale Klärung der Schweizer Souveränität im Jahrhundert zwischen etwa 1650 und 1750; und letztlich, mit einem Rückgriff ab 1700, die Formation der Schweizer Kulturnation. Der Prozess der Nationenbildung hat in der Schweiz früher angefangen als in Deutschland, was auch von Zeitgenossen bemerkt wurde. So behauptete der deutsche Staatswissenschaftler Friedrich Karl von Moser in seinem 1766 erschienenen Buch Von dem Deutschen Nationalgeist, dass es den Deutschen, im expliziten Vergleich zu den Schweizern, an einem Nationalbewusstsein fehle. In der wilhelminischen Zeit und während der Herrschaft des Nationalsozialismus distanzierten die Schweizer sich mehr von den Deutschen als vorher.

## Geschichte
In vorrömischer Zeit wurde das Gebiet der heutigen Schweiz hauptsächlich von den keltischen Helvetiern bevölkert, aber auch von den Raurikern und Rätern. Später wurde es zur römischen Provinz. Nach dem Zusammenbruch des Römischen Reiches drangen Alamannen und Burgunden in das Gebiet ein. Die romanisierte keltische Bevölkerung, oft als Galloromanen bezeichnet, ging in diesen germanischen Stämmen auf. Zu erwähnen sind auch noch die Langobarden, welche sich im Tessin und in Oberitalien niederliessen. Einer Sage zufolge sind die Schweizer aus Schweden eingewandert.
Da die Alamannen ihre Sprache beibehielten, die Burgunden jedoch das Latein (oder Vulgärlatein) der vormaligen Besatzer angenommen hatten, sprechen die Schweizer heute keine einheitliche Sprache. Die Sprachgrenzen haben sich trotz Bevölkerungsbewegungen innerhalb der Schweiz von da an nicht mehr markant verschoben. Eine Ausnahme bildet das Rätoromanisch in der Südostschweiz, wo die Sprachgrenze einst bedeutend weiter im Norden verlief.
Im Zuge der Besiedlung Amerikas durch Europäer sind auch zahlreiche Schweizer ausgewandert, wovon noch heute Ortsnamen zeugen. Aus religiösen Gründen wanderten viele Mennoniten nach Nordamerika aus. Spuren von Schweizerdeutsch sind bis heute in den Sprachen ihrer Nachfahren, wie etwa der Amischen, zu hören.

## Auslandschweizer
Ende Dezember 2017 lebten 751'793 Schweizer Staatsangehörige (10,57 Prozent der Schweizer) im Ausland. 74,6 Prozent der Auslandschweizer waren «Doppelbürger», verfügten demnach über mindestens eine weitere Staatsbürgerschaft. Lyon ist mit 103'252 Schweizern grösster Konsularbezirk und somit grösste Schweizer Gemeinschaft ausserhalb des Mutterlandes, Frankreich das Land mit den meisten Schweizer Bewohnern (195'728), gefolgt von Deutschland (94‘600) und den USA (79'710). Die Nachbarländer Italien (49'573) und Österreich (16'157) nehmen hierbei die Plätze 4 und 10 ein.

## Trivia
- Die «Durchschnittsschweizer» werden auch als Herr und Frau Schweizer bezeichnet.
- Als Kampfbegriff oder als Geusenwörter werden im Zusammenhang mit Personen mit Migrationshintergrund Wörter wie «Papierschweizer» oder in Abgrenzung zu diesen solche wie «Bioschweizer» oder – teilweise mit rechtsextremer Konnotation – «Eidgenosse» verwendet.